# 日本の財政問題

日本の一般政府部門税収（GDP比）。棒グラフは総額。
青は所得税、橙は法人税、緑は社会保障、紫は消費税、赤は資産税

日本の財政問題（にほんのざいせいもんだい）は、日本政府や行政機関において支出が税収を上回り、公的債務の絶対額及びGDP比の債務比率が拡大し続けていることを問題視する論議である。2019年現在、公債残高は897兆円に達し、日本政府の一般予算は、約100兆円の歳入のうち約3割である30兆円強を国債発行で賄っている。また、利払費は9兆円弱となっている。
右肩上がりで増加する債務によって財政危機論が論じられてきたが、政府債務の増加に逆相関するように国債金利は低下を続け、2019年現在は1%を切っており、これは世界最低の金利水準である。財政破綻しないのは、中央銀行（日本だと日本銀行）が独自通貨を発行して、自国通貨建ての国債を購入する能力を有しているからである。もともと日本国債の保有者は、ほとんどが国内にある民間の金融機関であったが、アベノミクスに伴う量的金融緩和政策により2023年現在では既発国債の約半分以上は日本銀行が保有している。
2014年2月10日、財務省は、国債や借入金などの残高を合計した「国の借金」が2013年末時点で1017兆9459億円となったと発表し、2014年1月1日時点の推計人口（1億2722万人）で割ると、国民1人当たりの借金は約800万円になるとしている。日本政府や財務省は政府債務の増加を問題視しており、増税や歳出削減などの緊縮財政政策を通じた財政再建が必要だという見解を示している。一方で日本国債が全て自国通貨建てで発行されていることにより政府が無制限の支払い能力を有しており、さらに累積債務が増大しても国債金利の急騰、為替レートの暴落や、ハイパーインフレーションが生じていないことから、財政赤字や債務の拡大は問題がないという声もあり、日本の財政不均衡を問題視すべきか否かは意見が分かれている。

## 経緯
日本は明治維新後から戦後復興まで、第一次世界大戦の特需の一時期を除き、一貫して債務国であった。日清戦争後の軍拡、日露戦争によって外債などの借金が累積したが、第一次世界大戦に伴った輸出の増大（バブル経済）によって累積債務は一時的に解消した。1942年（昭和17年）当時の増税問題として、社会保障費以上に戦費を取り上げて増税が進められたが、「平時の論理から云えば、現行租税が財界に適応するに至るまで増税を暫く見合はすのが常道であるかも知れない」点が指摘され、国家財政のみならず地方財政をも併せ考慮に入れて解決に当たらなければならない点も指摘されていた。第二次世界大戦当時の1944年度末において国の債務残高は国内所得の260%を超える水準であった。経済学者の伊藤修は、戦後直後の債務の対GDP比は、250%を超えていたと推測している。日本銀行の調査によれば、1934-1936年の消費者物価指数を1とした場合、1954年は301.8と18年間で物価が約300倍となった。このインフレーションの原因は、戦前から戦中にかけての戦時国債、終戦後の軍人への退職金支払いなどの費用を賄うために政府が発行した国債の日本銀行の直接引き受けとされている。しかし、高インフレが進行したのは終戦前後にかけて、米軍による日本本土空襲によって国内の生産設備やインフラストラクチャーが壊滅したり、外地や占領地を喪失してサプライチェーンが寸断されると同時に、引き揚げで本土人口が一気に600万人以上増加した時期と一致している。したがって当該インフレは、国債の日銀直接引き受けではなく需要と供給のバランスが崩壊したことによる極端な物資不足が主原因であるという見方も根強い。第二次世界大戦中に発行した戦時国債は、デフォルトはしなかったが、その後対戦前比で3倍ともなるインフレーション（4年間で東京の小売物価は終戦時の80倍）によってほとんど紙屑となった。この反省から、1947年に財政法が誕生した。

### 高齢者医療費無償化の影響

1982年4月以降の日本の国債残高。日本銀行保有分を除く。 凡例
赤 - 内国債
黄 - 短期証券
青 - 借入金
紫- 過去12ヶ月の平均

共産党と社会党などの左派政党や市民団体によって1967年の都知事選に、美濃部亮吉を当選させた。増税など負担を求めずに低負担高福祉や高収入都事業廃止などフアン・ペロンのような左派ポピュリズム都政を実施し東京都を赤字自治体にすることになった美濃部は1969年12月21日から高齢者の医療費無償を行うなどしてポピュリズム政策で支持を増やしていたため、東京都に続いて他のいくつか地方自治体も日本共産党と日本社会党が支援した候補が当選して老人医療費の無料化が導入された。老人医療費無料化された自治体の病院は高齢者のサロン化し、病院に無償のために来るような健康な高齢者で溢れるようになったのとで他の患者の診察に支障が頻発するようになった。高齢者の医療無料化は実施した地方自治体の財政を圧迫していたため、国の負担への要求もあったが実施した自治体の責任だとして当初は相手にしなかった。自民党や厚生省は高齢者医療費無償化など社会保障支出増加させる高福祉には国民負担の増加させる幅広い増税によって賄われないと継続不可で財政赤字を招くと反対していたが、地方選挙で敗北が続くというポピュリズム政策によって世論に押さされていた。世論に将来の財政の現実路線を訴えても理解されず、自治体の財政赤字を招いている左派政党と革新首長が支持を伸ばしている現状を危惧した田中角栄の主導で、1973年1月1日から70歳以上の老人医療費の無料化が全国で実施された。高齢者の医療費無償のために国が3分の2、地方自治体が3分の1を負担することになった。1973年7月から美濃部都知事は国の無償制度の対象外だった都内の65歳以上70歳未満の医療費も無料化する「マル福」制度や高齢者の都営交通無料化というバラマキ政策や多額の税収を産んでいた公営ギャンブルに廃止を行ったため、東京都の財政は膨大な赤字を抱えるようになっていた。当時はそれでも高齢者は現役世代より圧倒的に少なく高度経済成長の只中だったが、1973年10月のオイルショックで高度経済成長が終了した。翌1974年には戦後初のマイナス成長と増税なしの高福祉の社会保障支出で大幅な歳入不足の財政赤字になった。戦後初の「赤字国債」と呼ばれる特例国債が1975年で初めて発行されたのは、高齢者医療費無償など毎年増加し続ける社会保障費用がオイルショックによるスタグフレーションで確保出来なくなったのが最大の要因であった。以後日本政府は無償対象を減らしたりしたが、高齢者殺しと政争をしかける野党の強い批判にならない定期的に負担額は少しずつ上げられたもの平成初期まで高齢者は医療費は数百円の負担など緩やかにされていた。高齢者税収で足りない社会保障支出を赤字国債を発行していたが、昭和後期から「赤字国債脱却」が財政問題として挙げられるようになった。佐藤優は他国が左派政党が消費税を再分配の財源にしている中で、社会民主的な政策である消費税増税に反対した日本の左派への批判している。

### バブル崩壊後
その後バブル景気により1990年までは歳出・税収とも上昇の一途を辿り、バブル経済の絶頂期と前後して1990年には一時的に赤字国債脱却を達成するも、バブル期の終焉を境に税収が下降に転じ、一方でバブル崩壊以降、落ち込んだ税収を補うため国債発行が増大したが、97年以降は緊縮財政政策で歳出拡大が大きく抑制された。また、消費増税が繰り返されて消費税収は増加したが、内需が毀損されることで所得税・法人税の税収が大きく減少し、税収全体の落ち込みが発生した。
1995年の村山内閣 (改造)で、武村正義元大蔵大臣は、「財政危機宣言」をしている。
橋本龍太郎内閣は、1985年のアメリカのグラム・ラドマン法にならって財政構造改革法を制定し、期限を設けて消費税率2%引き上げ・所得税の特別減税の打ち切り・医療費の自己負担の引き上げを行い（総額9兆円程度の国民負担の増加）、財政赤字を縮小させようとした（不況の深刻化によって後に停止する）。1980年代には概ね対GDP比60%超の水準にあった政府の債務残高はバブル崩壊を機に急激に上昇し、1997年頃には対GDP比が100%を突破。度重なる資金注入でも日本経済は低迷を続けたため、2001年頃には150%を超える水準にまで到達した。
2000年代半ばにはいざなみ景気や骨太の方針により債務残高は微減したものの、世界金融危機や2008年のリーマン・ショックなどの影響から財政拡大を余儀なくされ、加えて2011年には東日本大震災が発生し、その復興のための復興債が発行され、この年は新規国債が過去最高の55.8兆円となった。
第2次安倍政権が発足する1年半前の2011年6月、野党だった自民党は「Ｘ-dayプロジェクト報告書」を出した。国債暴落で財政危機が起きる「Ｘ-day」に備える報告書である。積み上がった借金が原因で日本国債が信認を失い、政府の資金調達が困難になり、金利が暴騰し、経済や国民生活が大打撃を受ける可能性を指摘した。報告書とは別に、「万が一の事態」が起きたときの緊急対応策をまとめ、財務省や日本銀行など関係部局で共有する念の入れようだった。当時は欧州債務危機が起き、東日本大震災からの復興財源の確保も議論されていた。
財政への関心度の高さは、当時の民主党政権と野党の自民、公明党が税率5％から10％への消費増税を決めた12年の「3党合意」を後押しした。
2014年10月16日、麻生太郎財務相は参院財政金融委員会で「今（2014年）の日本で、ハイパーインフレになるはずがない」「財政破綻は考えられない」と述べた。
2015年2月2日、NHKニュースにて「国の債務超過490兆余、10年間で倍に」と報道された。2015年2月16日、NHKの報道番組「ニュースウオッチ9」にて「『預金封鎖』もうひとつのねらい」が放送された。社会保障への支出が多くて、高福祉低負担が問題になっている。

## 債務の推移

OECD各国の一般政府部門の債務残高（GDP比率%）

債務残高の対GDP比は、日露戦争時で70%、1920年頃までで約20%、第二次世界大戦時の1944年で200%以上、1965年頃までで約5%付近となっている。
バブル崩壊後は、景気低迷による景気対策、高齢化による社会保障の増大のため公債残高は増加していった。2012年度末時点の残高は税収17年分の709兆円になる見込みである。日本の総債務は、中央政府の債務だけで、2000年9月末には511兆円余りであったが、2010年9月末時点では908兆円余りに増加している（財務省HPの統計による）。
2014年5月9日、財務省は、国債や借入金を合わせた「国の借金」が2013年度末で過去最大の1024兆9568億円となったと発表した。「国の借金」のうち、国債は853兆7636億円、借入金は6454億円増の55兆5047億円、政府短期証券は4208億円増の115兆6884億円となった。
内閣府の『国民経済計算確報（2010年2月）』による政府部門のバランスシート（国・地方・社会保障基金の合計）では、金融資産（現金・有価証券など）が約504.2兆円、非金融資産（道路・土地など）が約491.2兆円、負債が約983.6兆円、正味資産が約11.8兆円となっている（2008年末時点）。
2012年3月末現在の国のバランスシートでは、負債総額は1088兆円、資産総額は626兆円となっている。
政府が、平成30年度に発行する国債の総額は149兆円余りで、満期までの期間が長い国債を増やしてきた結果、借り換えのための発行が減り、4年連続で減少する。
日本政府の2018年度予算案の国債発行計画では国債の新規発行額33兆6922億円で、2017年度より6776億円減らしている。日本政府は日本の低金利を背景に、満期までの期間が長い国債を短期国債よりも選んでいる。

### ラインハート=ロゴフ仮説
ハーバード大学の経済学者のカーメン・ラインハートとケネス・ロゴフは共著『国家は破綻する-金融危機の800年』（原題:This Time Is Different）で、国家債務の対GDP比率が少なくとも90%に達すれば、GDP伸び率が減速し始めるとの研究を発表している。この研究は、公的債務へ取り組みを正当化するため、アメリカや欧州連合 (EU) などの当局者が頻繁に言及している。
一方でマサチューセッツ大学アマースト校の研究者トーマス・ハーンドン、マイケル・アッシュ、ロバート・ポリンらは論文の中で、ラインハートとロゴフが発表した公的債務に関する研究について、集計表におけるコーディングに誤りなどがあった可能性があるとの研究結果を発表している。
ノーベル経済学賞受賞者であるポール・クルーグマンは公的債務対GDP比が増えると経済成長が低下するのではなく、経済成長が低下したから公的債務対GDP比が増えたことや、イタリアと日本を除くとG7の国の公的債務残高対GDP比と成長率には相関関係がないと指摘している。

## 国債の国内消化率と長期金利
2002年時点で日本国債の95%は国内で消化されており、2012年現在長期金利も0.8%前後で安定している。
2014年12月12日、国債市場で、長期金利の指標である新発10年債の終値利回りが0.39%と、終値として過去最低を更新した。
2015年1月20日、東京債券市場で長期金利の指標となる新発10年物国債の利回りが一時0.195%と、初めて0.1%台となった。

## 国全体の正味資産・対外純資産の推移
日本政府と地方自治体を合わせた正味資産（資産-負債）は、2000年頃には150兆円を超えていたが、2009年末には負債が資産を約49兆円上回る、債務超過の状態に陥っていることが、内閣府の統計で2011年1月に判明した。これは同種の統計を取り始めた1969年以来初めてのことである。
2014年1月31日、財務省が発表した2012年度末の「国の財務書類」によると、債務超過の金額は、これまで最大だった2011年度からさらに17.7兆円増えて477.0兆円となった。
民間と異なり、国の場合は簿外に課税権があるので、その価値が債務超過額を上回っていれば財政破綻とはならない。また、通貨発行権があるので資金繰りによるデフォルトは、自国通貨建て債務であるは限り考えにくい。

### 対外純資産
プラザ合意の1985年には日本は世界最大の債権国となっている。
2012年末の日本の対外純資産は296兆3150億円となり、2009年に記録した過去最高を更新し、対外資産残高は661兆9020億円となった。日本の対外純資産は、1991年以降、22年連続で世界一となり、2位の中国に比べて2倍近くに上っている。
2014年5月27日、財務省が発表した2013年末の対外資産負債残高によると、日本の対外純資産は325兆70億円で、前年に続き過去最大となっており、1991年以来、23年連続で「世界一の債権国」となっている。
2014年6月18日、日本銀行が発表した2014年1-3月期の資金循環統計（速報）によると、2014年3月末時点の家計部門が保有する金融資産残高は1630兆円となった。
|                | 資産    | 負債・純資産 |
| -------------- | ------- | ------------ |
| 政府           | 481.9   | 1,001.8      |
| 金融機関       | 2,755.0 | 2,744.4      |
| 非金融法人企業 | 847.6   | 1,183.7      |
| 家計           | 1,452.8 | 373.5        |
| 民間非営利団体 | 52.3    | 19.1         |
| 純資産         |         | 268.1        |

日本銀行「資産循環統計」2010年6月速報値より（単位：兆円）。なお、「資産循環統計」は金融資産のみであり、不動産などの非金融資産は含まれていない。

## 国債格付けの変化
日本国債は、長年、高い信用度を背景に高位に格付けされてきた。財務省は、平成14年（2002年）4月30日に「日・米など先進国の自国通貨建て国債のデフォルトは考えられない」と発表した。
ムーディーズが「日本の政府債務が『未踏の領域』に入る」と主張したことについて日本の財務省は、平成14年（2002年）7月25日付で巨額の日本国内の貯蓄の存在ならびに過去の米英両国に巨額の債務があったことを示唆して、抗議する旨のコメントを発表した。ムーディーズ、S&Pグローバル・レーティング、フィッチ・レーティングスの格付け会社三社が日本国債の格付けを引き下げた際に、当時の財務省の黒田東彦財務官は、この三社に意見書を送っている。
2011年1月27日、米国の投資情報会社で債権・証券類の信用格付けを行っているスタンダード&プアーズ社が日本の国債の格付けを2007年以来3年ぶりに「AA」から「AA－」へ格下げしたと公表した。発表直後、日本円は米ドルに対して約1円、下落した。
2011年8月24日、ムーディーズは日本国債の格付けを1段階引き下げ「Aa3」とした。
2012年5月22日、フィッチは日本の財政再建への取り組みが遅れているためとして日本国債の格付けを1段階引き下げ「A+」とした。
2014年12月1日、ムーディーズは財政赤字の中期的な削減目標の達成可能性などについて、不確実性が高まったためとして日本国債の格付けを1段階引き下げ「A1とした。
2015年4月27日、フィッチは日本政府が消費増税を先送りしたが、穴埋め策を今年度予算で講じなかったとして1段階引き下げ「A」とした。
2015年9月16日、米スタンダード&プアーズ(S&P)は日本経済がソブリンの信用力を支える効果が過去3 - 4年間低下しており、この傾向を今後2 - 3年で好転させる可能性は低い、として1段階引き下げ「A+」とした。

## 増税問題と減税問題
政府が税収の増加を図る際に、直接税と間接税をどのように組み合わせるかという点については、経済学者・財政学者の間で意見が分かれており、その対立は効率性と公平性の組み合わせをどのように考えるかの問題にもかかわっている。
累進課税に基づく所得税や企業収益に課税する法人税は、好景気の時には豊かな税収をもたらすもので、ビルト・イン・スタビライザーとして富の再分配の観点に立って社会福祉の向上を実現させる機能をもつ。しかし、経済学者の井手英策も日本では1990年代に景気対策の観点から所得税の累進性が弱められ、法人税も競争力強化を名目に税率は引き下げられた結果、景気回復局面では税収が伸びない租税構造となり、OECDの対日経済審査報告書でも指摘されたように課税を通じた所得格差の是正効果もきわめて乏しい税制となってしまったと述べている。
経済学者の田中秀臣も「消費税を上げるより、高額所得者の所得税率を60-70%に戻したほうがよい」と指摘している。
経済学者の栗林隆も「どの程度の所得再分配を行うべきかは累進税率構造によるため、価値判断の世界である。所得税そのものは公平な良税であるが、現行（2009年）の日本の所得税には多くの欠点がある。日本の所得税は非常に複雑な税制となっている」と指摘している。
1993年（平成5年）度当時の予算審議において、長期にわたった不況からの脱却の方途として、消費税の引き上げにより所得税減税を期待する向きが強くなった。社公民各党は共同修正案にて4兆円を超える所得税減税を赤字国債の発行によって行うことを主張し論戦が行われた。この結果、住宅減税や設備投資減税が補正予算として計上された。この一連の動きが所得税減税問題といわれる。
伝統的な経済学は、法人所得に課税するよりも、個人に対する所得・消費に課税する方が望ましいとされている。
経済学者の竹中平蔵もかつては、累進税は不公平であるとして、人頭税の導入を主張していた。竹中は「法人税は企業の国際競争力を削ぐため引き上げられず、所得税もフロンティアの時代であり引き上げられない、つまり消費税を上げるしかない」と指摘している。
経済学者の松原聡も「国民負担率が4割を超えると労働者は労働意欲を失うと言われている。現在（2000年）の日本の国民負担率は4割であり、法人税率・個人所得税率をこれ以上引き上げることは現実的ではない」と指摘している。
経済学者の原田泰も「所得の累進課税の強化は、労働意欲・起業意欲を衰えさせ、経済全体を委縮させるかもしれない。また、株式などの税を重くすれば、日本の富裕層は海外へ資産を移してしまう」と指摘している。
経済学者の伊藤元重は「多くの場合、税を課すことが資源配分に追加的な歪みを生じさせる（例：過度な累進課税）。政府に必要な税収を確保する制約の下、できる限り税による資源配分の歪みを小さくすることが求められる」と指摘している。
国際競争が厳しくなる中、日本の法人税の実効税率がアジア諸国に比較して高く国際競争力の上で不利だとの見方から、法人税率の引き下げを要望する声が経済界から強い。2007年11月の政府税制調査会答申において、法人課税の負担軽減と課税ベースの拡大、また法人の社会保障負担を検討すべきだとする一連の指摘等が法人税減税問題といわれる。
明治大学国際総合研究所フェローの岡部直明は「税の増収のためには、法人税率の引き下げを中心とした企業税制の改革と、社会保障を目的とした消費税率の引き上げを目指すべきである」と指摘している。
経済学者の大竹文雄は、「法人税減税を行うと同時に『中小企業者等の法人税率の特例』『試験研究を行った場合の法人税額の特別控除』などのような租税特別措置を廃止すれば、ある程度、法人税の減収分を補える可能性がある」「法人税の減税と所得税・消費税の増税という組み合わせが、日本人の生活の豊かさにつながる条件として整備されることが急務である」と指摘している。
その後、介護保険制度や支援費制度の開始もあって常に税収不足が指摘されていた中、2011年3月の東日本大震災を経て、2012年に当時の野田内閣が5%である消費税を増税させる法案を成立させた一連の動きが消費税増税問題といわれる。2014年11月、安倍首相は消費税率の10%への引き上げ時期を1年半延期することを決め、社会保障関連の支出や連動する税制の見直しが必要となり大きな影響を与えている。
経済学者のトマ・ピケティも、「国民の労働所得は停滞している一方で、不動産・資産の高度な資本化が進んでいる。労働所得に対し減税し、資本に対して増税するのが自然な解決策である」と指摘している。ピケティによれば「消費税率を上げても良い結果を生んでいない。日本の財政再建は、高所得層に重い税を課す、若者・中低所得層の所得税を減税したりする取り組みを優先するべきである」と指摘した。
伊藤元重は「消費税と法人税の問題はまったく別のものであり、消費税か法人税かという二項対立的な議論をするのは建設的ではない。『消費税率の引き上げは消費者に多くの負担を求めることであり、法人税率の引き下げは企業の税負担を軽減するものである』」というような単純な議論はするべきではない。消費税や法人税だけでなく、地方所得税、配当課税、固定資産税など、幅広い税制のあるべき姿についての議論が必要である。」と指摘している。
経済学者の高橋洋一は「税制はあるべき社会像に対する価値判断が根底となる。あくまで個人の価値観による。どちらが優れているという結論は、理論・実証はない」と指摘している。

## 日本の財政問題に関する議論

### 政府債務とその背景
税収
日本の財政赤字が増えた原因として、バブル崩壊後の景気の長期低迷で税収が伸びなかったことと、政府が景気をよくするために公共投資を続けたからである。日本の財政赤字は、経済停滞の原因ではなく、経済失政の結果として引き起こされている。財政・年金・医療の危機と、政府（橋本内閣が先頭に立って危機を煽った結果、国民の消費を萎縮させてしまった。日本の財政赤字の拡大は、社会保障費の拡大という歳出側の要因もあるが、税収の減少も影響している。財政赤字の増大の主たる要因は、デフレと低成長による税収の落ち込みである。
税収の減少は、景気対策として各種の減税が実施された影響が大きい。所得税では大規模の減税が何度も実施されており税収を押し下げている。また法人税では、バブル景気の後始末としての不良資産の処分が続き、特別損失・繰越欠損金の計上が増加した結果、国の課税所得が押し下げられた。税収が減少した主な要因は、富裕層への減税（所得税）と不景気である。
日本の公的債務の伸びはOECD加盟国中で最も小さいが、比例して税収の伸びも小さくなっている。1990年代より以前は税収は右肩上がりで増加していたが、1992年に大きく減少し、そこから2009年まで税収は概ね減少傾向が続いた。その後は増加傾向となったものの、1991年の水準に回復したのは2018年であり、1991年から27年間が経過している。また法人税に限った場合、この間の減税などの影響もあり、2023年時点でも1987年と同水準にとどまっている。この景気停滞期は失われた30年と呼ばれる。この間の増税の回数は、健康保険料が5回、消費税が3回（インボイス導入を含む）、介護保険料が22回となっている。度重なる増税でも税収が伸びなかった原因は複数あるが、人口増加がほぼ止まったこの時期において社会保障費の増大対策として現役世代への増税を行ったことで国民の可処分所得が減少したことや、緊縮財政を指向しGDPを伸ばす効果が期待できる政府支出をあえて削減したことによる国民の収入が減少したことで、税収の発生源となるGDPが伸びなかったことなどが挙げられる。

#### 景気対策のための財政出動
1970年代初頭から1980年代中頃にかけて、オイルショックによる設備投資などの削減を受けて政府部門の赤字幅が拡大した。その後、バブル崩壊後の一時期、不良債権の発生によるバランスシートの悪化により、企業部門が設備投資を大幅に削減したことを受けて、当時政権を担当していた自民党が積極的に推進した巨額の公共事業によって景気を下支えしようとした事情がある。日本の財政赤字の大半は、バブル崩壊後、税収が減少する中で累計100兆円を越える景気対策が実施されたことにより発生した。
これはケインズ経済学に基づいた積極的な財政支出によって雇用や需要などを生み出すことで、企業部門が回復するまで景気を下支えしようとすることである。
宮沢内閣下での1992年の景気対策「総合経済対策」を皮切りに、毎年10兆円を上回る大規模な景気対策を講じ、公共投資などの支出を増やした。こうした流れは2000年代初めの森内閣まで続いた。事業規模は総額で100兆円を超え、財政支出を伴った真水の部分だけで50兆円を超えた。度重なる国債発行の結果、日本政府の純負債は500兆円増えた。
しかしマンデルフレミング効果が働いたことや、巨額の政府支出が将来の増税を予想させたことによる消費の低迷、企業のバランスシート改善を目的とした設備投資の抑制が強かったこともあり、それらに相殺され大きな効果は得られなかった。一方、この積極的な財政支出によって国・地方とも財政は危機的状況に陥っている。
1992年以降、財政支出が増えると景気が回復するが、その増加を止めたり減らすと、再び景気が悪化するといったことを繰り返してきた。結果、国債残高だけが増加するという状況となった。財政支出の増加自体では、民間消費・民間投資という民需を持続的に拡大させることができない。日本が1990年以降、急速に財政赤字が悪化していった原因は、度重なる財政出動よりも、デフレーションの影響や人口構造による社会保険料の増加の影響などの方が大きい。

#### 構造的要因
財政悪化の原因が、一時的ないし循環的なものかという問題がある。この点、日本の財政赤字の相当の部分が構造的なものであるとの見方をする論者がいる。
日本の財政赤字は、景気悪化による循環的財政赤字は僅かであり、経済対策・社会保障費の増加による構造的財政赤字が大半となっていると推計されている。

#### 社会保障費への集中

日本の社会保障基金拠出負担の推移。
青はGDPに占める比率(%)、橙は総税収に占める比率(%)。

日本の社会的支出(兆円)。緑は医療、赤は年金、紫はその他

日本社会は高齢化が進んでおり、2013年の高齢化率は24.1%まで上昇。政府の高齢社会白書では「我が国は世界のどの国も経験したことのない高齢社会を迎えている」と述べられ、経済的な政府支出を削減し高齢者医療向けの政府支出を行う方針が明確になっている。
GDPにおける医療費割合の増加スピードも激しく、また同時に少子化も進行し、2030年の将来にはGDP比+3%増加すると推定され、医療財政を軸に進む日本の構造は困難に直面している。
社会の高齢化によって、高齢者向けの非課税の医療費・福祉施設建設に多くの費用がかかる一方で、税収を増やす経済的政府支出を減らしていることが財政赤字の大きな要因となっている。  
2012年度の社会保障給付費109.5兆円の内訳は、年金53.8兆円、医療35.1兆円、介護等その他20.6兆円となっている。
2014年10月27日、財務省は財政制度等審議会で2015年度予算編成で生活保護費を引き下げる案を示した。

#### 地方財政
日本の財政が抱える問題の一つに、中央政府に依存し自立できない地方財政の問題、特に地方交付税制度の問題がある。日本の地方財政は「受益者負担の原則」が成り立っていないため、歳出の増加を抑制できなくなっている。

#### 歴代内閣のおおよその赤字額
在任日数順
- 安倍晋三（平成31年3月末まで）約1139兆円中の100兆円。毎年国債を30兆円以上発行しているが政府債務が減っている（第一次は2.5兆円）
- 佐藤栄作（2798日）
- 吉田茂
- 小泉純一郎　約879兆円中の283兆円。（最後の一年は-1.7兆円。1980日）
- 中曾根康弘
- 池田勇人
- 岸信介
- 橋本龍太郎（平成8年6月末～。政府保証等を除く。932日）約400兆円中の67兆円。
- 田中角栄
- 鈴木善幸
- 海部俊樹
- 小渕恵三　約493兆円中の93兆円。（616日）
- 野田佳彦　1043兆円中の44兆円。
- 菅直人　998兆円中の48兆円。
- 森喜朗　596兆円中の51兆円。
- 福田康夫　890兆円中の8兆円。
- 麻生太郎　910兆円中の20兆円。（358日）
- 羽田孜（64日）

財務省国債及び借入金並びに政府債務残高より推定。集計項目がかわっていたり単純に比較はできないが参考程度に。

### 財務省の見解
#国債格付けの変化も参照。
日本の財務省は日本の累積赤字国債額は巨額であるので、日本の財政は主要先進国中で最悪であるとみなしている。各国の総債務残高と純債務残高を対GDP比で比較した場合（総債務残高219.1%、純債務残高134.8%）、日本の数値は両方とも米国の倍以上であるとしている（OECD「Economic Outlook 90」2011年12月における2012年の推定値）。
2013年3月6日、財務省は国債の残高が10年後の2022年度末に1000兆円を超えるという試算を発表した。
2014年4月28日、財務大臣の諮問機関である財政制度等審議会は、政府が2014年現在の財政健全化目標を達成できたとしても（実質GDP2%・名目GDP3%の経済成長率、名目長期金利3.7%、インフレ率1%などが続くとの前提）、その後に更なる収支改善策を実行しなければ、国と地方を合わせた債務残高は、2060年度には2014年現在の6倍を超える8157兆円余り（対GDP比で2014年現在の1.6倍の397%）にまで膨らむとの試算を初めて示した。また、財政再建に取り組まず、基礎的財政収支の黒字化も達成できなかった場合、国の借金はGDP比約5.6倍の1京1422兆円に膨らむとの試算を示した。
なお2012年時点では日本が財政破綻した場合でも国債は政府が責任を持って償還するとしている。

### 財政危機説に対する認識
いくつかの考えがあるが、大まかに2つの両極端の議論があり、第1の議論は、国債は債務なのでこれは増税であれ経費削減であれ、なんとしても解消しなければならないという議論である。
第2の議論は、国債は政府の借金であるが、それを購入した国民にとっては資産である。国債は将来の世代に対する借金だと言われるが、将来の世代は現在の世代から相続した国債という資産を持っている。国債の元利返済は将来の世代の政府と国民の間でのやり取りに過ぎず、国債発行で得た資金は、現在世代が未来から得たものではない。
人口が減少している日本では、2011年現在のペースで減少していくと、約950年後に最後の日本人が生まれる。この最後の日本人は1人で政府と国民の両方の役割を担うことになるが、政府としては国債という債務を負わなければならない一方、国民としては国債という債権をもつ。とすると、負債としての国債と資産としての国債は相殺され、最終的に日本人には負債も資産もないことになるという議論である。長期的に、円・国債は他の国から見れば安全資産である。これまでの日本の歴史で、デフォルトは実質的には戦争直後しかなかった。

#### 累積赤字国債額
財政再建を喫緊の課題とする論
長期的には、欧米諸国同様に債務危機に陥る可能性はある。少子高齢化や人口減少の速度を考えれば、この水準の債務をいつまでも抱えていられるものではない。
日本の財政は危険水域に入っている。44兆円の財政赤字を、消費税に置き換えれば15-20%分である。
財政再建は喫緊の課題ではないという論
債務償還費を一般会計に繰り入れているのは日本だけである。財務省の発表している財政赤字は、債務の償還も政府の予算に含まれている。この指標を用いている国は日本しかない。歳出から債務償還費を除外した純歳出と歳入の差、純歳出歳入差を見るべきである。
日本国債の安全性が金利に反映されている事実とともに、日本のようなリスク資産（国債など）が広く社会で共有されている社会構造の中で、日本経済が要求する日本政府の債務残高は現在の水準よりも大きいのではないかと思いつつ、国債発行額はもっと大きい方が最適である。

#### 貸借対照表
政府の保有する（流動性のある）資産を考慮する必要があることも指摘される場合もある。
国際通貨基金 (IMF) の予測では、10年以内に国債発行残高が金融資産残高を超えると見られている。金融資産は多くても債務とのバランスで見ると債務超過状態である。
IMF、OECDなどの国際機関では、国の負債の大きさを見る時に、資産を引いたネット債務でみる。資産を無視して負債だけを見るのは適切でない。2010年末の国民経済計算による日本の一般政府貸借対照表で日本は1037兆円の負債以上に資産が多く、36兆円の資産超過になっている。
日本円へのソブリンリスクについては、日本は世界最大の債権国であり、円に対する市場の信認は高い。

#### 対GDP比
財政の健全性については、国内総生産 (GDP) に対する国債の発行残高の割合で見られる場合が多い。
政府債務残高がGDP比で90%を超えると経済が悪化し、成長率が平均3%落ちるというカーメン・ラインハートとケネス・ロゴフの論文がある。この論文は一部の国の財政政策にも影響を与えたが、他の研究者から計算の誤りを指摘された。いくつかの特定国を除いて計算すると、危険の水準が変わってくる。危険水準は国によって異なり、各国共通の一律な水準はない。
政府の信用状態を正確に把握するには、粗債務ではなく純債務を見るのが常識である。純債務であれば日本政府の負債はGDP比60%以下である（2010年8月時点）。2012年4月時点で国債債務残高で判断するとGDP比で200%を超えるが、日本政府が650兆円の資産（金融資産は400兆円以上）を有していることから、日本の負債は実質的には総負債と総資産の差額から350兆円で、GDP比では70%である。

#### 金利
日本の長期金利が低位安定状態を保っている背景には、その水準が人々の予想（期待）によって大きく左右されている点にある。日本の長期国債金利が低位安定している理由は、人々が日本ではデフレーションが続くと予想していることにある。人々の期待インフレ率が急激に何十%も上昇しない限り、長期金利が急騰することはない。しかし、長期金利を低位に安定させるためにデフレのままでよいということは意味しない。
金利は2005年度からほぼ横這い状態にある。それにもかかわらず、利払費は2006年度を最後に上昇に転じ、2013度には一気に上昇し、10兆円に迫る勢いになっている。政府債務が増加しても長期金利が上昇しないのは、日銀による量的金融緩和政策が長期金利を抑制しているためである。インフレーションが顕在化し、長期金利が上昇を始めれば、政府債務の利払い費は急増する。インフレリスクが顕在化する前に、財政再建を進める必要がある。
政府債務の対GDP比が200%以上であるが、日本の長期金利が上がらず、0.5%前後でしかない（2014年11月時点）。日本は過去十年以上に渡り、すぐにでも債務危機に直面すると言われてきた。しかし危機はいつまで経っても来ないし、日本の十年国債金利は1パーセントほどである。日本の金利上昇に賭けた投資家達は大損ばかりしており日本国債を売るのは『死の取引』とまで言われるようになった。S&Pは日本国債の格付けを2002年に引き下げたが、その際も特に問題は起こらなかった。
財政赤字の急拡大にもかかわらず、日本の長期金利が異常に低い水準にあるのは、日本の構造的な貯蓄過剰と民間投資低迷の結果である。財政赤字にもかかわらず経常収支黒字が持続しているのは、その現れである。
名目金利が1%上昇すると日本の債務残高は約1000兆円なので、利払い費が10兆円増加するという。しかし資産600兆円の大半は金融資産でその利回りは上昇する。さらに金利が上昇する局面では名目成長率が高まっており、税収がアップしている。景気回復局面では税収弾性値が大きいので、プライマリー・バランス（基礎的財政収支）のみならず財政赤字も小さくなる。賃金の上昇率はインフレ率を上回るのが普通であれば、名目金利の上昇は賃金の上昇率を下回る。
金融機関への影響
量的金融緩和政策の行き過ぎで、金利が上昇し、国債価格は下落した結果そのせいで、これまで国債を購入していた金融機関が損をする。中には、バランスシートが傷む銀行も現れて、経済に混乱を起こす」「長期金利が約2%上がり3%の水準になったら、経営が危うくなる金融機関が出かねない」という議論がある。
公式統計によると、インフレ率が1%程度になっても、長期利回りは2%にもならなかった。仮に2%程度のインフレになっても、利回りは数%上がる程度であり、『金利リスク』と呼べるものではない。
大手都市銀行・上位地方銀行は、長期の国債を保有しておらず、株・海外資産を保有しているため、国債の下落を相殺できる。ただし、下位の地方銀行で長期の国債を資産の相当部分で保有している銀行はあるだろう。景気が回復すれば金利が上がり、金利が上がれば債券価格が下落するのはほぼ公理である。貸出がなく国債ばかりを持っていて、国債の価格変動リスクに備えて株式や外国証券も持っていない銀行は、破綻するのもやむを得ない。
現状の0.8%から0.9%くらいの水準（2013年6月3日は0.81%）は、リーマン・ショックの前の水準と比べても十分低く、当時の長期金利は1.5%前後の水準だった。レベルで見ると現在の長期金利は十分低位に抑制されているといえる。一般的に十分あり得る程度の金利上昇で金融機関が破綻するのだとすれば、悪いのは金利上昇ではなくて経営内容だ。金融機関が当然行うべきレベルで金利リスクの管理が出来ていないということである。金融政策当局には、個々の金融機関の経営内容にまで踏み込んだ状況把握と指導が求められる。金融機関は営利を目的とする私企業なので、全てを管理する訳にはいかない。経営に失敗した金融機関を整然と退場させる仕組みこそが必要である。
長期金利急騰という言い方で財政破綻を唱えるのは、債券トレーダーや債券ストラテジストが中心である。日本経済にとっては問題ない。金融機関は株式や貸し出しが本業である。名目経済成長率が4-5%程度の場合、国債金利も4-5%になっている可能性が高い。ごく短期的に金利が1%程度変動することはあり得るが、金融機関の年間収益には大きな影響を与えない。また、一時的な金利の変動は、国民経済に大混乱をもたらさない。債券だけのリスクを取り上げるのも問題である。リスク管理をやっている者であれば、損失額は、保有額×金利上昇幅×平均償還期間になることを知っている。大手行の債券保有額は120兆円、平均償還期間は2.5年なので、金利上昇1%でだいたい3兆円の損失となる。また、調達（預金）の金利は低いままであるので、金利上昇はプラスになる。資産面の平均残存期間と負債面の平均残存期間の差であるミスマッチの大きさで金融機関の金利リスク量は決まってくる。金利上昇に対して、金融庁では金融機関にALM（資産負債総合管理）を指導している。金利が上昇すると債券の価格が下がるので、国債などに評価損がでるが、株式などで逆に含み益がでる。つまり、国債の評価損を埋め合わせるようにALMを行うのが金融機関の責務だ。
名目金利の上昇で銀行・証券会社の国債保有部門は損をするが、株式に投資をしている人は儲かっており、国民経済に与える資産効果もある。信用の流れもよくなり、雇用などにじわじわ働きつつある。インフレ期待の上昇は名目金利を高めるが、実質金利は下がるので国民経済には影響はない。
実質金利
実質金利 (real interest rate) とは、インフレを加味した実質的な金利を意味する。例えば、名目金利が3%であってもインフレ率も3%なら実質的な資産は増えることはない。一方、年3%のデフレが進行している状態なら金利がゼロでも実質的な金利は3%となる。
高橋は「実体経済に影響を与えるのは、名目金利ではなく実質金利（=名目金利-期待インフレ率）である。実質金利が下がれば実体経済に好影響が出て、名目GDP成長率が高くなるので、名目長期金利が高くなっても問題ない」と指摘している。

#### 経常収支の赤字
日本の経常収支が赤字に転落して、赤字国債を国内貯蓄で賄えなくなって、金利上昇が起こり国債が暴落するという議論がある。
経常収支赤字は、国内貯蓄で国内投資が賄えない状態で、海外からの資金流入が必要になる。ここまでは正しいが、ここで財政赤字を海外にファイナンスしてもらうと、金利が上がったりして経済が大変になるというのは間違いである。世界全体を見ても経常収支赤字国は多いが、それらの国が成長率が低かったり、金利が高かったりということはない。経常収支赤字国といっても、経済成長や金利は経常収支国黒字国とほとんど変わらない。

#### 国債依存度
国債依存度とは、新規国債が予算歳入の何%を占めているかを表す数字である。国債依存度は日本の財務当局が用いる数字であるが、世界ではほとんど用いられない。

#### 通貨建・国内消化
通貨建てと破綻確率
元本支払いの遅延、20%以上のインフレも破綻の定義として含んだ場合は、93%の国債を国内で消化している日本は財政破綻しないという説はデータからは否定される。国債の破綻確率は、自国民の保有が多いか外国人が多いかは関係なく、自国通貨建て債務も外貨建て債務も破綻確率においては差が無い。
通貨建てとパニック
自国通貨で借りるか外貨建てで借りるかは差をもたらす。自国建て通貨を持っていない国々はパニック攻撃に弱い。
国内消化
公債が国内で消化されていれば国民の負債であると同時に資産でもあるため、発行・償還時点でもその国が利用できる資源に変わりなく、将来世代への負担が増える事も無い。日本国債は暴落すると言っているエコノミストの所属する銀行が、日本国債を大量に購入している。日本国内の資金需要が大幅に後退し、自己資本比率規制が厳格化される中で、日本の銀行は日本国債を買わざるを得ない状況にある。海外の投機筋が日本国債を売り崩そうとしても、簡単に暴落させることはできない。仮に日本国債の価格が暴落して金利が急上昇しても、日銀が緊急措置として日本国債を買い上げることができる。
ブルームバーグは「日本の公的債務残高はGDP比200%を超えているが国債の大半が国内で保有されているため資本逃避のリスクは低い」と指摘している。
通貨発行とインフレーション
投機家は一般市民の財産を奪うことはできても、政府を破産させることはできない。なぜなら政府は紙幣を印刷できるからである。

#### 経済成長・デフレーション
財政赤字を出し続けて、国債の累増が発生する結果、そのことが成長率を下げる効果があるという実証結果が、多く報告されている（ケネス・ロゴフの研究など）。ただし、実証研究であって、メカニズムが理論的に解明されているわけではないので、因果関係が逆である可能性もある。冷静に考えれば、財政の破綻が避けられないと言うほど悲劇的な状況ではない。デフレから脱却して金利が上昇すると、財政の安定が崩れるというリスクがある。その際、成長率上昇による税収増と利払い費の比較になる。税収に比べて利払いが大きくなっているので、成長率が1%上がった場合、金利も1%上がると、税収増より利払い増が大きくなり、資金繰りが苦しくなる。
デフレでは財政問題は解決できない。名目成長率が実質成長率を下回るデフレの下では、長期の社会保障支出抑制を前提としても公債等残高GDP比が上昇し、財政は厳しい状況となっていく。デフレによって名目成長率が低迷し続けることが財政に与える悪影響は大きい。金利が成長率よりも高めに推移すれば、やはり財政は厳しい状況になる。
名目成長率が上がらないと、日本は財政が破綻するような方向にいかざるを得ない。成長なき増税路線には未来はない。
デフレが続く限り、所得が実質で多少増加しても名目では増えない。所得税・法人税は名目所得にかかるため、名目所得が増えなければ税収は増えない。同様に消費税は名目の消費額にかかるため、名目消費が増えなければ税収は増えない。固定資産税も不動産価格が上がらなければ増えない。デフレを放置すれば、税収は減少していく。実質成長率がプラスでも名目成長率がマイナスであれば、政府の税収は減るため、財政再建は不可能である。1-3%程度のインフレを安定的に維持できなければ、財政は破綻する。

#### 家計との比喩について
財務省のホームページ「日本の財政を考える」は、国の借金を家計の借金に喩え「公債発行による借金は、将来世代への負担の先送りにほかならない」と述べている。
財務省は国の会計と企業・家計の会計とを同一視する比喩を用いる。こうした類推・比喩はたいへん誤解を呼ぶものであり、論理的ではない。国が債務を負う場合は個人の債務と違い、借金は金利を含めて全額、期限までに支払わなければならないという規則を守らなくてもよい。公債の発行を通じて、国が債務を負う場合、満期の来た公債への支払いを新発公債からの収入でまかなう『ロール・オーバー（借り換えによる債務の実質的な先延ばし）』という選択肢があり、個人には『寿命』があっても、国には『寿命』がない。新規公債が市場で消化され続ければ、国は短期に債務の全額を返済する必要はない。
将来世代へのツケ
UFJ総合研究所調査部は「財政赤字が将来世代に対する負担の先送りではないかといわれるのは、無駄な歳出が多くて財政赤字が拡大していると懸念されているからである」と指摘している。
国債の増発は、それを現在世代の国民が買うため、子孫にツケを回すことにはならない。将来世代は、国債利払い・国債償還のため納税するが、一方で国債利払い・国債償還を受けるため、納めた税は再び将来世代の元に返ってくる。

### 財政再建に関する提言・議論
増税賛成論
国際通貨基金 (IMF) は、消費税の軽減税率の導入は効率性を阻害し、事務コストや行政管理のコストを増大させ、恒久的な歳入損失をもたらすと指摘し、低所得者層に対象を絞った補助金を通じて対処されるべきと述べている。日本の中長期的な財政再建について、最低でも15%への段階的な消費税率引き上げ、個人所得税の課税ベース拡大、年金・医療支出の抑制などを求めている。
持続可能な財政の姿を考えれば、国民の負担は今（2012年）よりも重くなり、支出はスリム化するしかない。消費税換算で30%ぐらいまで、すなわちあと25%の増税をすれば、プライマリーバランスの黒字を実現して、財政の持続可能性は回復できる。国民所得に占める消費の割合は60%なので、目の子算でいうと国民所得の15%分ほど生活水準を下げれば、なんとかなるということである。他方で、15%生産性が上がれば、差し引きゼロで生活水準を引き下げる必要はなくなる。
増税の前にやることがあると、歳出カットや成長戦略を行なう必要性が唱えられてきたが、問題を先送りしてきた結果である。「消費税を中心に増税」「社会保障費を中心にムダな歳出をカット」「成長戦略を実効性のあるものにして経済を活性化」の3つを実現させる必要がある。
経済が悪化し、財政赤字も拡大する一番悪いときに財政再建の意思決定を行い、財政再建の取り組みを開始することが理想的である。厳しい時ではないと、財政再建や構造改革について、政治家や国民の間で合意できないからである。その後、経済が上向き、回復した経済成長で税収が増え、財政収支が改善する。市場に安心感を与えることにより、経済を回復させることができる。もちろん、そうではない事例もある。1980年代前半ニュージーランドは、経済危機に直面していたため、一刻も早く財政収支を改善させる必要があった。ニュージーランドの場合は、財政再建期間中の1985年から1992年までの間の成長率は、1988年の2.7%を除いて1%前後で低迷した。財政再建の議論で重要なことは、短期と中長期の効果を区別することである。中長期で成長軌道に乗り、財政収支の改善によるプラスの効果があればよい。
増税反対論
大事なのは債務残高そのものよりも債務残高とGDPの比率である。財政支出を切り詰め増税をしても政府のGDP比債務残高は減らない。財政を縮小すると不況がやってくるが、それから景気はよくなるというのが財政再建派のロジックである。しかし、不況で経済が縮小すると景気の悪化を招きかねないため、税収が減少して財政再建はうまくいかない公算が大きい。1997年の例で分かるように、日本は財政再建に高いプライオリティをつけては失敗してきた。
経済成長、財政再建と社会保障の三つを満足させる解は、消費税増税と経済対策ではない。（安倍首相は）いわゆるトリクルダウン理論を根拠としており、説得力に欠ける。財政再建をするには、増税せずに歳出を押さえ、その一方で金融緩和で景気をよくして税収増を図るのが正しい。これは財務省150年の歴史に当てはまる黄金則である。
歳出削減を実現したところで、デフレ経済下では財政破綻の懸念が常につきまとうことに注意が必要である。単年度で財政収支が均衡しても、政府債務は利息分だけ増加する。新規国債発行を抑制しても、債務は雪だるま式に大きくなり、結果として財政破綻は避けられない。歳出削減と名目GDPの成長率を引き上げる政策が必要不可欠である。

#### 国債の買いオペレーション
2011年4月にはOECDが日本に対して、日本の中央銀行、すなわち日本銀行が直接日本国債を買うべきだとの見解を表明した。
2013年3月21日、国債の売れ残りによる財政破綻の恐れと、金融緩和のために日銀が長期国債の大量購入を開始した。そのため、一時的に長期国債の品薄が発生している。
国債の負担抑制のために中央銀行が支援すると、政府の財政再建への意思を弱めるという懸念もある。財政規律の不十分な政府には金融政策からの支援は逆効果になりかねない。財政再建の意志の弱さが露呈し始めれば、市場の反乱に遭って国債金利が急騰し、結局財政危機がさらに深刻になる恐れがある。
償還期間の長期化
ケネス・ロゴフは「国債の満期構成を長期化させるべきだ。短期金利が実質ゼロだからといって、短期でつなぐ誘惑に負けてはならない。たとえ高くついたり、一時的に財政赤字の拡大を招いたとしても、満期構成の長期化は危機に対する安い保険となる」と指摘している。

#### 増税（税収の増加）に関する意見
賛成論
2020年代から2030年代に団塊の世代が後期高齢者入りするため、増大する財政需要に耐えられる財政構造にしなければならない。消費税率については欧州の付加価値税は（軽減税率を含め）平均的に20%程度だとした上で、「20%が妥当であり、20%を上限に他の税を上げるか、徹底的に歳出の抑制をしない限りは債務が発散していく。
人口減少社会の日本で、経済成長率が5%に回復して増税なしに返済できるという夢物語は存在せず、地道に増税で返済していくほかない。団塊の世代にその痛みを引き取らせるように、急がなければならない。退職をすれば皆、増税反対勢力に回ってしまう。退職者にとって、むしろデフレは好ましい。
反対論その他
日本では不況下にもかかわらず、増税と景気対策がワンセットで議論されている。これはマッチポンプであり、経済学の一般常識としてあり得ない。景気が悪い時に増税して、財政再建が成功した例は世界的に見てもない。仮に消費税収が上がっても、他の部分の税収が下がったら本末転倒である。景気が良い時の増税は、成功する可能性がある。財政再建を掲げ増税してデフレが悪化すればGDPも減少し本当にデフォルトしかねない。
2011年時点でプライマリー・バランス赤字の解消は（財政支出の伸びを2%以下に抑えた上で）2%経済成長+2%のインフレ=名目4%成長を数年間、あるいは名目3%成長を5年以上維持すれば（累積値で20%近い経済成長で）達成可能である。政府は現在のプライマリーバランスと将来の医療・年金支出を混同したままに、デフレを考慮せずに増税へと進もうとしている。他の先進国並みに累進課税を適用すれば、経済成長による税収増は大きなものとなる。国から地方への再配分の中心である地方交付税交付金と、世代間の再配分の中心である年金の国庫負担の配分を見直せば、増税による財源確保を最小限に抑える方法もあり得る。
近い将来、租税負担が重くなることが分かっていながら、消費を増やすことなど考えられない。現在（2012年）のように景気低迷時に財政再建を急ぐと、景気に逆効果をもたらす。名目GDPが増加するにつれて、国税の名目成長率弾力性は低下するかもしれない。しかし、その点を考慮しても、増税は名目成長率を4%程度に上げてもなお財政再建の目途が立たない場合にとっておくべき、最後の手段である。経済が安定的に成長するようになった段階で、税構造を見直し増税を実施するべきである」と指摘している。
消費税
日本の消費税を上げるタイミングは、少なくとも『大不況真っ只中』ではない。そんな状況下で、景気の回復よりも財政赤字の解消を優先すれば、デフレーションを加速させるだけである。日本の累積債務問題の解決策は、デフレ不況からの脱却であり、消費税の増税ではない。まず（成長によって）税収を上げ、それでも財政が再建できないところを見極めてから消費税増税で遅くない。1997年の第1次橋本内閣下での消費税率引き上げなど、自分で自分の首を絞めるようなことをしなければいい。逆噴射的となる性急な財政再建は絶対に禁物である。
消費税増税の議論は、この国の官僚主導の予算編成システムと不可分である。2013年の増税論議は、このような反国民的な予算編成を放置しておきながら、少子高齢化にはいくら増税しても予算が足りないと脅かしているところに問題がある。
所得税
日本では所得税率が高いために自発的に悠々自適の生活に入る人は少ない。所得税の引き上げは、労働供給を抑制しない。所得税率の引き上げは財政再建の有効な手段となる。

#### 経済成長
財政破綻を避けるには、デフレを早期に脱却して、長期的には、インフレ率を2%程度で安定させ、日本経済の名目成長率を先進主要国並の4%程度に引き上げる必要がある。日本経済がデフレから脱却して、名目成長率が4%になれば、税収が拡大し、増税なき財政再建が可能になる。増税というリスクをとるのではなく、インフレターゲットを導入し、名目成長率を上げて需要を喚起すればよい。シナリオとしてはこちらのほうがずっと安全であり、確実性が高い。財政再建で大切なのは増税ではなく、いかにして経済成長に配慮しつつ財政再建の道筋をつけていくかということである。歴史的にも、名目GDPが増えない限り、財政再建は成功しない。
アルベルト・アレシナの論文にある財政再建の成功例は、例外なく名目成長率を上げて、それによって税収を上げるということである。スウェーデンは優れたマクロ経済運営によって高い経済成長を実現させている。スウェーデンが名目経済成長率2%、インフレ率2%であることを指摘。財政再建のためには、経済がデフレーションであることを脱する必要があると論じている。
税収弾性値
財務省の試算では税収の弾性値（名目GDP1%増で税収が何%増えるかを示す数値）を1.1として、景気回復局面での税収増を低く計算している。過去15年間の税収弾性値は3-4くらいなので、名目成長率3%くらいだと、消費税増税なしでも、2016年度のプライマリー収支対名目GDPは1.4%程度に下がり、遅くとも2018年度までには赤字解消する。
「日本の税収弾性値は3-4なので、名目成長率3%を5年続ければ税収は1.7倍に膨らむ」といった議論は誤りである。税収弾性値が3や4というのは異常値であり、この値は過去十数年のデータに基づいている。リーマン・ショックを挟んでいるため、GDP成長率も税収増加率もマイナスの時期があり、税収の回復はGDPの回復よりも遅れるため、同じ年度で一方がプラスで他方がマイナスのこともある。このようなときに年度ごとの弾性値の平均をとっても意味がない。弾性値とは足元の変化率（限界的な変化率）に関するものであり、年度ごとの値と、現在から10年後までの平均的な税収の変化を見るのには当てはまらない。長期の議論をする場合には、伝統的に使われる弾性値1または1.1が妥当である。
過去15年間の成長率変化幅・税収弾性値を見れば、常に税収弾性値が高めに出るわけでない。高めに出たものを異常値として処置しても税収弾性値は3程度はある。法人税収などでは、景気の善し悪しで税収ゼロから納税となるからである。財政再建を検討する期間はせいぜい10年間であり、直近の10年間の税制改正なしの税収弾性値として、内閣府の報告書にある3.13を無視して、1強程度というのは言い過ぎである。景気回復局面では、法人税収の弾性値は大きい。

#### デフレーション脱却
日本の場合、インフレーションが始まったら、債務の問題の大部分は解決する。緩やかなものでも本当にインフレになれば、借りた時よりも現金の価値が下がって返済の負担が減るため、債務問題の解消に効果を発揮する。2%程度のインフレーションを目指すべきである。債権者に下落した通貨価値での返済を押しつけるインフレは、債務問題の公正な解決法とは言えないが、債務負担を軽減させる有効な手段であることは明らかである」と指摘している。
デフレを封印し、経済が活況を呈したならば緩やかな増税をすればいい。そのときは増税幅も少なくて済む。財政再建は必要だが、デフレ経済下にある今の状況では不可能である。いずれは消費税を上げなければならないが、急ぎ過ぎると日本経済の成長そのものが止まる。インフレがマクロの究極目標ではないのと同様に、財政再建もマクロの究極目標ではない。金融政策を十分にやりながら、法人税減税などで経済活動を活発にし、（経済の）パイを大きくすることが先決である」「日本の財政は危機的ではないが、深刻な状態だ。金融緩和で増えた税収は、財政再建に使うべきである。

#### 国有資産の売却
国が保有する資産の内、金融資産は428兆円（現金・預金17.7兆円、有価証券97.6兆円、貸付金142.9兆円、運用寄託金110.5兆円、出資金59.3兆円）である（2011年度「国の財務書類（一般会計・特別会計）」参照）。
賛成論
財務省は1000兆円もの債務を抱えていると、金利が上昇したときの利払費が大変になるという。ならば、資産を処分して負債を圧縮すればいい。国の資産処分は財政危機に陥った国ならどこでもやっている。国には総計で500兆円ほどの資産があるが少なくとも350兆円は売却可能である。2007年度の国のバランスシートを見ると、そのうちの有価証券・現預金は130兆円。特殊法人等への貸付金・出資が250兆円は特殊法人廃止などで取り崩し可能である。日本政府の資産を売却、または年金資産は国民に還元していけば、グロスの政府債務は縮小していく。外貨証券（82兆円）・財政融資資金貸付金（139兆円）をこれほど多く持っている先進国はない（2014年11月時点）。
埋蔵金を取り崩した分で国債発行を抑制できるのは一度きりであり、他の条件が一定であれば、翌年以降の国債発行額は元に戻ってしまう。借金を返済したからといって税収は増えない。ただし、埋蔵金の取り崩しが無意味だと結論づけるのは誤りである。埋蔵金の取り崩しの効果として、1）政府の総債務残高を増加させない、2）埋蔵金の存在を明らかにしたことによって財政改革につながる、3）財政の中期プランを実行するための議論に使える時間を確保できる。
反対論
金融資産が600兆円あるといっても、全部が売却できるわけではない。債務に見合った金融資産をもたず、国と地方の長期債務残高が977兆円（2013年度末見込み）ある。売れるものを売ったとしても、この3分の1にも満たない。重要なのは、1998年度末の長期債務は533兆円とここ15年でほぼ倍増していることだ。しかし、増加した約450兆円の借金はたんに消費されたものが大半で、資産はほとんど増えていない。増えた債務だけを考えれば、明らかに資産と負債は見合っていない。

#### 歳出・社会保障費の抑制
少子高齢化が進む中では、制度に何も手をつけなければ毎年1兆円近い社会保障費の増加が続く。そうした流れの中で、歳入規模に合わせて歳出抑制していくのは不可能である。もちろん社会保障費の増大を徹底的に抑えることは重要だが、同時に税や社会保険料を引き上げ、歳出に見合った収入を確保することが必要となる。
2060年に現在（2014年）の社会保障を維持するためには70%の消費税が必要となる。消費税の限度は20%であるため、逆算して社会保障支出を維持可能な限度に引き下げるべきである。生活保護の不正受給の問題は、財政問題としては小さい話である。モラルの問題としては大きいが、モラルと財政は区別するべきである。
社会保障を縮小させ公的負担を切り下げても、私的負担（自己・家族内での扶養）が同じ分だけ拡大するため、正味の負担が減るわけではない。公的負担と私的負担の割合を考慮しなければならない。
名目成長率2%成長率で歳出削減が全く行われないケースでは、消費税率を22%にまで引き上げなければ、債務残高のGDP比を2050年前後に60%台にすることができず、2053年に66%となる。堅実なマクロ経済の想定の下で、消費税率の引き上げが最低限で済むような、歳出削減プランを示すことが重要である。
過去のデータ分析によれば、プライマリー収支は前年の名目GDP成長率で説明できる。名目GDP成長が4%程度ならばわずかな歳出カット、5%程度ならほぼ歳出カットなしで、プライマリー収支の均衡化は達成できる。